# Wendel Silva
Wendel da Silva Costa (Rio de Janeiro, 2 de agosto de 2000), conhecido como Wendel Silva, é um futebolista brasileiro que atua como atacante. Atualmente, atua pelo Santa Clara, emprestado pelo clube português FC Porto.

## Carreira

### Flamengo
Wendel iniciou nas categorias de base do Flamengo em 2015, aos 15 anos.
Fez sua estreia no time principal em 17 de janeiro de 2018, começando o jogo na vitória por 2 a 0 sobre o Volta Redonda no Campeonato Carioca, onde o clube usou apenas jogadores sub-20.
Após outra aparição no Carioca, Wendel retornou ao sub-20, marcando o gol da vitória na final da Copa São Paulo de Futebol Júnior de 2018 sobre o São Paulo, o que garantiu o quarto título do Fla na competição. Na ocasião, era o jogador mais jovem do Flamengo que começou jogando a partida.
Continuaria a figurar no elenco sub-20 nos anos seguintes, participando de mais três aparições com o elenco principal no Carioca de 2020, quando o elenco sub-23 disputou o início da Taça Guanabara.

### Leixões
Em 25 de agosto de 2020, o Leixões, clube da Liga Portugal 2, anunciou a contratação de Wendel. Fez sua estreia no exterior em 19 de setembro, entrando como substituto do compatriota Lucas Lopes em um empate fora de casa por 0 a 0 contra o Arouca. Na temporada, participou de sete partidas no campeonato nacional e jogou um jogo pelo sub-23 do clube.

#### Empréstimo ao Covilhã
Em fevereiro de 2021, após ser raramente utilizado, Wendel foi emprestado ao Sporting da Covilhã, clube também da segunda divisão portuguesa, até o final da temporada. Ele marcou seu primeiro gol profissional enquanto estava no clube, marcando o gol de empate no 2 a 2 contra o Mafra em 24 de abril, fora de casa.

#### Temporada 2021–22
Ao retornar, Wendel se tornou titular regular do Leixões e marcou seu primeiro gol pelo clube em 22 de agosto de 2021, em uma vitória em casa por 2 a 1 sobre a Académica de Coimbra. Ele terminou a campanha com seis gols, com o clube terminando na oitava posição.

### FC Porto
Em 11 de julho de 2022, Wendel se transferiu para o time B do FC Porto, também da segunda divisão. Ele fez sua estreia no time principal em 25 de novembro, saindo do banco para substituir Wendell Borges nos dois minutos finais de um empate em casa por 2 a 2 contra o Mafra na Taça da Liga.
Apesar de ter participado apenas de mais uma aparição pelo time principal (uma vitória em casa por 3 a 1 na Taça de Portugal sobre o Vitória de Guimarães em 17 de abril de 2024), Wendel foi titular absoluto no time B, marcando oito gols em 2022-23 e 18 gols (e 6 assistências) em 2023-24, onde foi eleito para o "Melhor Onze" da competição.

#### Empréstimo ao Santos
Em 19 de agosto de 2024, Wendel foi anunciado no Santos de volta ao seu país natal por empréstimo até julho de 2025, por € 500.000, mais uma cláusula de compra obrigatória de € 3 milhões se o jogador marcar 15 gols durante o período de empréstimo.
Fez sua estreia pelo clube cinco dias depois, começando em um empate em casa por 0 a 0 na Série B contra o Amazonas, e marcou seu primeiro gol em 7 de setembro, em uma vitória por 1 a 0 fora de casa sobre o Brusque. 
O atacante chegou a ser titular durante a Série B, da qual foi campeão, mas no ano seguinte, com a chegada do treinador Pedro Caixinha, perdeu espaço e acabou deixando o clube. Durante a passagem pela Vila Belmiro, Wendel Silva atuou em 16 jogos e marcou quatro gols, além de quatro assistências.

#### Empréstimo ao Santa Clara
Em fevereiro de 2025, foi emprestado ao Clube Desportivo Santa Clara até 30 de junho de 2025, por 250 mil euros.

## Títulos
Flamengo
- Copa São Paulo de Futebol Júnior: 2018
- Campeonato Carioca: 2020[26]

Porto
- Taça da Liga: 2022–23

Santos
- Campeonato Brasileiro - Série B: 2024

Individual
- Liga Portugal 2 - Jogador do Mês: Fevereiro de 2023[27]
- Liga Portugal 2 - Jogador do Mês: Outubro/Novembro de 2023[28][29]
- Liga Portugal 2 - Avançado (Atacante) do Mês: Outubro/Novembro de 2023[30][31]
- Liga Portugal 2 - Gol do Mês: Fevereiro de 2023[32]
- Liga Portugal 2 - Melhor Onze: 2023/24[14]